# あべみずほ
あべ みずほ（あべ みずほ 、12月8日 - ）は日本の歌手、女優である。神奈川県平塚市出身。神奈川県立高浜高等学校を卒業。
「る南歌のコンテスト」でavex・Sonyよりグランプリを受賞。同時にスカウトされ、ラジオ出演やバンドボーカルを務めるなど、都内を中心に活動。

## ディスコグラフィ
シングル
- 『湘南 LOVE ROAD』 2011年2月9日、シーピーシー
TOKYO MX正月特別番組『芸人たちの休日2012』挿入歌として採用された。
- 『GIRA GIRA』 2013年5月22日、シーピーシー

## 出演
テレビドラマ
- 『Oh!デビー』（2011年、BSスカパー!） - ソフィア

舞台
- 『ラブ・ネバー・ダイ』（2013年） - フレック

bare-ベア-2016年、新宿シアターサンモール
ナディア役